# Азартні ігри в Чилі
Азартні ігри в Чилі — сфера азартних ігор в Чилі, що стала легальною 2008 року. Регулюванням цієї сфери в країні займається регулятор Superintendencia de Casinos de Juego de Chile (SCJ).

## Опис
В минулому уряд Чилі обмежував усі форми онлайн-казино для своїх жителів. Як офшорні оператори, так і потенційні прибережні платформи не змогли отримати необхідні дозволи, щоб легально надавати свої послуги в країні.
2008 року лотереї Loteria de Concepcion та Polla Chilena отримали державний дозвіл на запуск інтерактивної азартної платформи.
Це допомогло операторам встановити монополію на ставки на спортивні ігри в інтернеті, а також на формати лотерейних ігор, окрім наземних казино.
Сучасна Polla Chilena — це добре розвинена державна лотерея та мережа букмекерів, що приймають спортивні ставки. Фактично це єдина ліцензована наземна інтерактивна ігрова платформа країни. Законодавство в Чилі дозволяє офшорним операторам пропонувати послуги з організації ставок жителям Чилі, тому багато з місцевих гравців зареєстровані на іноземних сайтах. При цьому, великою проблемою для впорядкування сфери азартних ігор є відсутність відповідної нормативної бази щодо онлайн-ставок.
Закон про азартні ігри 2005 року дозволив кожному з 23 великих міст країни мати одного оператора казино на своїй території. Спочатку 11 міст обладнали подібними розважальними закладами, по одному у кожному місті за винятком Пукона, який має два казино.
2020 року на ринок азартних ігор країни суттєво вплинула пандемія COVID-19. Роботу всіх 26 місцевих казино було зупинено в березні з запровадженням карантину. Щоб зменшити впливу на економіку, 2 червня Конгрес Чилі затвердив перехідний законопроєкт із пропозицією автоматичного поновлення 14 ліцензій на роботу казино, що мають закінчитися 2020 року. Закон мав дозхволити місцевим казино створювати онлайн-ігрові платформи, щоб покрити збитки від пандемії. Цей закон також надав дозвіл казино на роботу в інтернеті, щоб гравці могли продовжувати робити ставки, не виходячи з дому.
2021 року стало відомо, що Міністерство фінансів Чилі займається підготовкою законопроєктів щодо легалізації онлайнових азартних ігор та про модернізацію наземних казино. Ця ініціатива також включала підвищення податків на цю сферу діяльності. За словами міністра фінансів Чилі, відкриття ринку онлайн онлайнових азартних ігор, дозволить Чилі отримувати додатковий прибуток. Податки від наземних казино 2019 році сягнули 210 млн $.